# Crossocalyx tenuis
Crossocalyx tenuis är en bladmossart som först beskrevs av Ha.Williams, och fick sitt nu gällande namn av Roman Nicolaevich Schljakov. Crossocalyx tenuis ingår i släktet Crossocalyx och familjen Anastrophyllaceae. Inga underarter finns listade i Catalogue of Life.